# Микос, Антониос
Анто́ниос Дж. «То́ни» Ми́кос (греч. Αντώνιος Γ. «Τόνι» Μίκος, англ. Antonios G. «Tony» Mikos) — греческий и американский учёный в области биомедицинской инженерии, профессор Университета Райса, член Национальных Инженерной академии и Медицинской академии США (обеих — с 2012), член-корреспондент Афинской академии наук (2016). Директор Центра инженерии сложных тканей при Национальном институте здоровья, Центра повышения квалификации в области тканевой инженерии и Лаборатории биомедицинской инженерии имени Дж. У. Кокса при Университете Райса. Член-основатель Международного общества тканевой инженерии и регенеративной медицины (TERMIS). Имеет h-индекс равный 133 и был процитирован более 65 280 раз.
Тони Микос — международно признанный пионер в области применения основ инженерных и биологических наук, направленного на разработку биоматериалов для широкого круга медицинских целей, а также один из ведущих в мире экспертов и один из наиболее цитируемых исследователей в области биоинженерии, химической технологии и биомолекулярной инженерии.
В 2015 году был внесён в список «Самые влиятельные учёные умы мира», составленный медиакомпанией «Thomson Reuters». Помимо него в этот список также попали другие 26 греческих учёных, в том числе Павлос Аливизатос, Димитриос Христодулидис, Георгиос Яннакис, Федон Авурис, Костас Сукулис и Христос Пантелис.

## Биография
В 1983 году окончил Школу химической технологии Университета имени Аристотеля в Салониках (Греция).
Получил степени магистра (1985) и доктора философии (1988) в области химической технологии в Университете Пердью.
В 1990—1991 годах — постдокторант в Массачусетском технологическом институте и Гарвардской медицинской школе.
В 1992—1999 годах — ассистент-профессор (1992—1996) и ассоциированный профессор (1996—1999) Университета Райса.
С 1999 года — профессор Университета Райса, а также директор Лаборатории биомедицинской инженерии имени Дж. У. Кокса и Центра повышения квалификации в области тканевой инженерии при этом учебном заведении.
Возглавляет научный коллектив «Mikos Research Group» в Университете Райса.
Автор многочисленных научных публикаций и 29 патентов, а также редактор 15 книг и соавтор учебника «Biomaterials: The Intersection of Biology and Materials Science» (Pearson Prentice Hall, 2008).
Редактор-учредитель и главный редактор научных журналов «Tissue Engineering Part A», «Tissue Engineering Part B: Reviews» и «Tissue Engineering Part C: Methods», а также член редакционных коллегий журналов «Advanced Drug Delivery Reviews», «Cell Transplantation», «Journal of Biomaterials Science, Polymer Edition», «Journal of Biomedical Materials Research Part A», «Journal of Biomedical Materials Research Part B: Applied Biomaterials» и «Journal of Controlled Release».
Лауреат множества наград и премий.

## Научные интересы
Биоматериалы, направленный транспорт лекарственных веществ, генотерапия, нанотехнология, регенеративная медицина, тканевая инженерия.

## Членство в организациях
- член Национальной инженерной академии США;
- член Национальной медицинской академии[англ.];
- член Международной академии медицинской и биологической инженерии[англ.];
- член Техасской академии медицины, инженерии и науки[англ.];
- фелло Американского института инженеров-химиков[англ.];
- фелло Американского института медицинской и биологической инженерии[англ.];
- фелло Общества биомедицинской инженерии[англ.];
- фелло Общества по изучению контролируемого высвобождения;
- фелло Международного союза обществ биоматериаловедения и разработки биоматериалов;
- фелло Национальной академии изобретателей;
- фелло Американской ассоциации содействия развитию науки;
- и др.